# Relations entre la Norvège et le Soudan
Les relations entre la Norvège et le Soudan sont les relations extérieures entre le royaume de Norvège et la république du Soudan.
Le Soudan a une ambassade à Oslo. La Norvège a une ambassade à Khartoum.